# Parasphendale africana
Parasphendale africana es una especie de mantis de la familia Mantidae.

## Distribución geográfica
Se encuentra en Kenia Somalia y Tanzania.